# Metro van Tsjeljabinsk

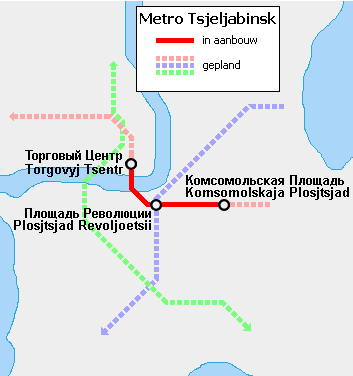
Gepland lijnennet

De eerste plannen voor een metro in Tsjeljabinsk (Russisch: Челябинский метрополитен, Tsjeljabinski Metropolıteni) werden opgesteld in 1967. Het oorspronkelijke plan omvatte twee lijnen, maar werd in de jaren 1970 en 1980 een aantal maal aangepast. Het laatste plan, gepubliceerd in het midden van de jaren 1980, gaat uit van een netwerk in typische Sovjetstijl: drie lijnen die elkaar in de vorm van een driehoek kruisen.
De bouw van de eerste lijn, die uiteindelijk het noordwesten met het oosten van de stad moet verbinden, startte in 1992. Vanwege het gebrek aan financiële middelen verloopt de aanleg echter bijzonder langzaam. Om de metro toch op korte termijn in gebruik te kunnen nemen concentreren de werkzaamheden zich op het centrale deel van de lijn, tussen Prospekt Pobedy en Traktorzavod; hiervan zal het traject Torgovyj Tsentr - Komsomolskaja Plosjtsjad als eerste in gebruik worden genomen. Dit tracé heeft een lengte van 4,5 kilometer en telt drie stations. Nabij het oostelijke eindpunt wordt een depot gebouwd. De opening van de lijn is momenteel voorzien voor 2014 met 4 stations, behoudens financiële tegenslagen.
Toekomstplannen omvatten de verlenging van de eerste lijn en de bouw van twee nieuwe lijnen, die beide het hoofdstation van de stad zullen aandoen. In hoeverre deze plannen realistisch zijn moet nog blijken.